# PHOLED
I diodi organici a emissione di luce di tipo fosforescente (sigla PH-OLED) sono una tecnologia sviluppata dalla compagnia Universal Display Corporation di Ewing (New Jersey).

## Ostacoli
Uno dei problemi che al momento ostacolano l'ampia diffusione di questa tecnologia, energeticamente molto efficiente, è che i PHOLED rossi ed i PHOLED verdi durano anche alcune decine di migliaia di ore in più di un PHOLED blu. Questo rende le immagini sugli schermi distorte troppo presto rispetto a quanto sarebbe necessario per rendere la tecnologia idonea ad un dispositivo commerciale.